# 莫伊達公寓
《莫伊達公寓》是2024年电子游戏，由獨立開發者盧卡斯·波普開發。遊戲面向網頁瀏覽器，畫面為仿真袖珍遊戲機。玩家探索豪宅莫伊达，在調查失蹤好友的同時躲避怪物。波普在開發《莫伊達公寓》前已製作數款同類遊戲，例如2023年的《請出示文件》LCD重製版。評論肯定了遊戲的懷舊風格，並稱讚遊戲設計極簡卻謎題多樣。

## 玩法
《莫伊達公寓》为网页游戏，画面为仿真掌上游戏机：上半部分模拟LCD屏幕，下半部分模拟实体按键。游戏网页还附有扫描版说明书。游戏故事中，冒险俱乐部「The Adventure Club」的烏龜吉祥物跑入莫伊达公寓，俱乐部会员卡尔（Cal）、多特（Dot）、贝克（Bek）、艾斯（Ace）前往寻找却为豪宅机关所困。玩家要将四位好友尽数救出。
玩家可点击左右键切换房间，用楼梯键上下楼，或按放大镜键检查屋内物品。搜索结果可能是失踪的俱乐部会员，也可能是钥匙、密码、暗道机关等。门窗后有时会出现怪物“蒙斯塔”（The Monsta）的身影，此时玩家执行搜索则会被怪物发现。玩家引来蒙斯塔时要及时切换房间，否则游戏以主人公被抓而结束收尾。每次游玩时，豪宅布局和隐藏物品位置会随机生成。

## 开发
《莫伊達公寓》由独立开发者盧卡斯·波普创作。他此前已制作多款同类风格游戏，如《火星午夜后》（2024年）和《请出示文件》LCD风格重制版（2023年）。以学习新编程语言为契机，波普用Nim來開發《莫伊達公寓》，没有沿用之前游戏的代码。他還称LCD風格方便快速測試，且這種環境約束很值得挑戰。游戏于2024年10月31日发行。

## 评价
数篇评测肯定了《莫伊達公寓》的仿真袖珍游戏風格，並称此設計令人回想起Tiger Electronics和Game & Watch。「Vice」編輯称游戏文字精干、说明书详细而不乏時代感、动画亦令人沉浸，「為细节倾注了爱与关注」。媒体还评述了游戏机制与难度。「Eurogamer」的Matt Wales认为，《莫伊達公寓》用不多的视觉元素创造了丰富的变化，古怪但令人难以抗拒。「多边形」的Maddy Myers认为游戏不总符合直觉，但挑战恰到好处。「PC Gamer」的Wes Fenlon认为游戏没有高难挑战，蒙斯塔可以轻松甩掉，但谜题互动种类多样，操作却极为简单，让人刮目相看。